# Александро-Невский собор (Лодзь)
Александро-Невский собор (пол. Sobór św. Aleksandra Newskiego) — православный храм в городе Лодзи в Польше, кафедральный собор Лодзинской и Познанской епархии Польской православной церкви.

## История
Инициатором строительства собора в Лодзи был Петроковский губернатор Иван Каханов, который 24 мая 1877 года написал главе города письмо с просьбой начать строительство православного храма. Проект был одобрен лишь после очередного покушения на жизнь Александра II, совершённого 2 апреля 1879 года А. К. Соловьёвым.
Собор во имя Святого Александра Невского был построен в 1881—1884 годах местным архитектором Иларионом Маевским в неовизантийском стиле. В 1902 году храм был капитально отремонтирован.
Статус кафедрального собора храм получил в 1948 году. С 1951 года является собором Лодзинско-Познанской епархии Польской Православной Церкви.
20 января 1971 года собор был занесён в Реестр памятников под номером A/117.